# Bataille de Maiduguri (2009)
Pour les articles homonymes, voir Bataille de Maiduguri.
Insurrection de Boko Haram
Batailles
La bataille de Maiduguri a lieu du 27 au 30 juillet 2009 et marque le début de l'insurrection de Boko Haram.

## Prélude
En 2007, Ali Modo Sheriff est élu gouverneur de l'État de Borno au terme d'une campagne marquée par des assassinats politiques. Celui-ci cherche alors à se débarrasser de la secte islamiste Boko Haram, qui appuyait un autre candidat ; Kashim Ibrahim Imam. En juin 2009, lors de l'enterrement d'un membre de la secte tué par la police, quinze autres fidèles sont assassinés par des policiers qui leur reprochaient de ne pas porter de casques sur leurs motos. Mohamed Yusuf annonce alors sur internet son intention de se venger et le mois suivant, une vaste offensive est lancée par Boko Haram dans le nord du Nigeria. 
L'insurrection des islamistes de Boko Haram au Nigeria débute le dimanche 26 juillet 2009 avec l'attaque d'un poste de police dans l'État de Bauchi. Plusieurs attaques simultanées ont alors lieu dans les États de Bauchi, Borno, Kano et Yobe. Mais c'est à Maiduguri que les affrontements sont les plus sanglants. Mohamed Yusuf, le fondateur de Boko Haram, lance son djihad avec 2 500 partisans. Selon Ibrahim Khalil Zarqawi, un des responsables de Boko Haram l'insurrection a été décidée afin de « venger l’assassinat de nos militants et d’autres musulmans à Jos, en novembre dernier ».

## Déroulement
Selon des habitants, les islamistes, surnommés les « Talibans » commettent de nombreux assassinats contre des civils qu'ils croisent dans les rues, ceux-ci sont tués en fonction de leurs habillements ou de leurs religions. Le 27, les combats ont fait 206 morts à Maiduguri, selon une source policière de l'Agence France-Presse. Ce jour-là les militaires tirent avec des mortiers sur la maison de Mohamed Yusuf. Les 27 et 28, l'armée lance un assaut sur les dernières poches de résistances des islamistes,. L'armée reprend le contrôle total de la ville le 29, les islamistes décident d'évacuer Maiduguri. Selon des témoins, Mohamed Yusuf prend place dans le convoi qui doit quitter la ville. Le colonel Ben Ahonotu, chef des opérations, déclare « Nous avons pris leur enclave, ils sont en fuite et nous les pourchassons ». 
Cependant la retraite des islamistes tourne à la débâcle, l'armée reçoit plus d'un millier d'homme en renfort depuis Calabar avec des véhicules blindés et des mitrailleuses lourdes, 300 insurgés sont tués par les militaires en 24 heures dont 200 pendant la retraite. Mohamed Yusuf est capturé par des militaires et conduit à une caserne où il est exécuté sommairement par des policiers. D'après l'un des policiers : « Il a supplié et demandé le pardon avant d'être tué par balles ». Le colonel Ben Ahonotu déclare : « J'ai personnellement arrêté Mohammed Yusuf et l'ai remis à la police le même jour après un rapide interrogatoire. J'ai ensuite appris qu'il avait été tué lors d'un échange de coups de feu ». Plusieurs autres prisonniers sont exécutés sommairement selon des témoins. Abubakar Shekau, le lieutenant de Mohamed Yusuf, est également annoncé pour mort par la police lors de la retraite, mais il n'est en réalité que blessé.

## Bilan humain
Dans un premier bilan, la police de Maidiguri évoque 90 rebelles et 13 membres des forces de l'ordre tués. Selon l'Agence France-Presse, les combats ont fait au moins 600 morts. Un journaliste affirme à l'AFP avoir compté 90 cadavres près d'une mosquée dans le quartier de Bayan. Ce bilan est finalement confirmé par la police nigériane, tous les corps non réclamés sont enterrés dans une fosse commune par crainte des épidémies. 
De son côté, la Croix-Rouge dénonce la « négligence » des autorités nigérianes devant la situation humanitaire, 4 000 habitants ayant fui la ville pendant les combats. La Croix-Rouge affirme également que 780 cadavres ont été ramassés à Maiduguri et enterrées dans des fosses communes. Selon un porte-parole du gouvernement de l'État de Borno ces corps n'ont pas été réclamés par les familles car « les morts étaient membres de Boko Haram en guerre contre le gouvernement. Ils ne veulent pas être associés à eux »,. 
Cependant de nombreux civils ont également été tués. Selon Laurent Touchard et Rémi Carayol, de Jeune Afrique, à Maiduguri les soldats et le policiers nigérians ont « rassemblé et exécuté tous ceux qui étaient suspects ». Au total 1 100 morts sont comptabilisés entre le 27 juillet et le 1er août.
Le 14 août 2009, Sanni Umaru lance un appel au djihad et se présente comme le successeur de Mohamed Yusuf, il reconnaît qu'environ 1 000 membres de Boko Haram ont été tués dans les combats de juillet.